# 마이크로소프트 오피스 2010
마이크로소프트 오피스 2010(코드명 오피스 14 및 Mondo)는 마이크로소프트 오피스 2007의 차기 버전이다. 오피스 2010는 확장된 파일 호환성, 사용자 인터페이스 업데이트, 세련된 사용자 경험 등을 계획했다. 오피스 2010은 64 비트 버전으로도 출시되었으며 윈도우 XP SP3, 윈도우 비스타 SP1, SP2 및 윈도우 7 이상의 운영 체제를 지원한다. 더욱이, 오피스 2010는 3개의 웹 브라우저에서 작동하는 (인터넷 익스플로러, 모질라 파이어폭스, 애플 사파리) 무료 온라인 버전인 워드, 액셀, 파워포인트, 원노트를 첫 출시한다. 2010년 4월, 마이크로소프트는 RTM 버전을 MSDN 사용자에게 공개하였으며 2010년 6월 15일에 오피스 2010을 출시하였다.
이 제품은 윈도우 XP, 윈도우 서버 2003, 윈도우 서버 2003 R2, 윈도우 비스타, 윈도우 서버 2008을 지원하는 마지막 버전이며, 2020년 10월 13일에 확장 지원이 종료되었다.

## 기능
새로운 기능은 화면 캡처 도구, 배경 제거 도구가 포함된 것과 보호된 문서 모드, 새 스마트아트 템플릿, 작성 권한이 있다. 2007의 "오피스 버튼"은 파일 버튼으로 복귀되고 완전한 윈도우 메뉴로 로드된다. 알려진 바와 같이 백스테이지 뷰, 인쇄 및 공유와 같이 작업 중심의 기능에 쉬운 접근 제공이 있다. 더 깔끔하게 보이는 리본 인터페이스는 모든 오피스 응용 프로그램에 제공된다. 오피스에서는 아웃룩, 비지오, 원노트, 프로젝트 및 퍼블리셔가 포함된다. 오피스 응용 프로그램도 마찬가지로 윈도우 7의 기능인 점프 목록이 지원된다.

## 오피스 웹 응용 프로그램
마이크로소프트는 무료 웹 기반의 오피스 생산성 도구를 제공하기로 계획했다, 오피스 웹 응용 프로그램은 알려진 바와 같이 오피스 2010에 처음으로 출시된다. 오피스 웹 응용 프로그램은 워드, 액셀, 파워포인트, 원노트 온라인 버전이 포함되었다. 오피스 웹 응용 프로그램은 공유, 문서 및 파일의 공동 제작이 허용된다. 오피스 웹 응용 프로그램은 마찬가지로 그것의 데스크톱 사본으로 사용자 인터페이스가 비슷하다.

## 에디션
가격은 한국 마이크로소프트 스토어에서 판매 중인 제품의 가격 기준이다.
| 에디션 / 종류           | 스타터                                 | 홈 앤 스튜던트                                                                                                 | 홈 앤 비즈니스                                     | 스탠더드                                                                            | 프로페셔널                                        | 프로페셔널 아카데믹                                                            | 프로페셔널 플러스                        |
| ----------------------- | -------------------------------------- | --- | -------------------------------------------------- | ----------------------------------------------------------------------------------- | ------------------------------------------------- | ------------------------------------------------------------------------------ | ---------------------------------------- |
| 라이선스                | 45일 체험판 - PC 1대당 1개씩 설치 가능 | 소매 박스(개인용) - 1인당 1개씩 설치 가능 (단, DVD 풀 패키지의 경우 1인당 최대 3개 설치 가능) - 90일 기술 지원 | 소매 박스 - 1인당 1개씩 설치 가능 - 90일 기술 지원 | 볼륨 라이선스 - 대기업/중소기업 라이선스 - 다만, MSDN 사용자는 리테일 버전으로 가능 | 소매 박스 - 1인당 1개씩 설치 가능 - 1년 기술 지원 | 대학생 전용 - 1인당 1개씩 설치 가능 - 대학생 인증을 받아야 함 - 90일 기술 지원 | 볼륨 라이선스 - 대기업/중소기업 라이선스 |
| 가격                    | n/a                                    | 198,000원 | 398,000원                                          | n/a                                                                                 | 698,000원                                         | 79,000원                                                                       | n/a                                      |
| 워드                    | 예                                     | 예 | 예                                                 | 예                                                                                  | 예                                                | 예                                                                             | 예                                       |
| 액셀                    | 예                                     | 예 | 예                                                 | 예                                                                                  | 예                                                | 예                                                                             | 예                                       |
| 파워포인트              | 아니오                                 | 예 | 예                                                 | 예                                                                                  | 예                                                | 예                                                                             | 예                                       |
| 원노트                  | 아니오                                 | 예 | 예                                                 | 예                                                                                  | 예                                                | 예                                                                             | 예                                       |
| 아웃룩                  | 아니오                                 | 아니오 | 예                                                 | 예                                                                                  | 예                                                | 예                                                                             | 예                                       |
| 퍼블리셔                | 아니오                                 | 아니오 | 아니오                                             | 예                                                                                  | 예                                                | 예                                                                             | 예                                       |
| 액세스                  | 아니오                                 | 아니오 | 아니오                                             | 아니오                                                                              | 예                                                | 예                                                                             | 예                                       |
| 인포패스                | 아니오                                 | 아니오 | 아니오                                             | 아니오                                                                              | 아니오                                            | 아니오                                                                         | 예                                       |
| 린크                    | 아니오                                 | 아니오 | 아니오                                             | 아니오                                                                              | 아니오                                            | 아니오                                                                         | 예                                       |
| 셰어포인트 워크스페이스 | 아니오                                 | 아니오 | 아니오                                             | 아니오                                                                              | 아니오                                            | 아니오                                                                         | 예                                       |

마이크로소프트 오피스 2010 이후로는 더 이상 업그레이드 버전이 제공되지 않을 계획이다.

## 평가판
현재 평가판은 지원하지 않고 있다.

## 제품
- 마이크로소프트 액세스(Access) 2010
- 마이크로소프트 엑셀(Excel) 2010
- 마이크로소프트 인포패스 디자이너(InfoPath Designer) 2010
- 마이크로소프트 인포패스 필러(InfoPath Filler) 2010
- 마이크로소프트 원노트(OneNote) 2010
- 마이크로소프트 아웃룩(Outlook) 2010
- 마이크로소프트 파워포인트(PowerPoint) 2010
- 마이크로소프트 퍼블리셔(Publisher) 2010
- 마이크로소프트 셰어포인트 워크스페이스(SharePoint Workspace) 2010
- 마이크로소프트 워드(Word) 2010
- 마이크로소프트 비지오(Visio) 2010
- 오피스 웹 앱스 (Office Web Apps)(영어) 2010

## 같이 보기
- 한컴 오피스
- 한/글
- 마이크로소프트 오피스